# Vislice
Vislice, ljudsko tudi gavge, so po navadi leseno ogrodje, namenjeno izvrševanju smrtne kazni z obešanjem.
Obstaja več tipov vislic. Lahko so oblikovane v obliki narobe obrnjene velike črke L, pri kateri je krajši horizontalni tram podprt, na koncu vislic pa je vrv z zanko za glavo. Vislice, namenjene hkratnemu obešanju več obsojencev so oblikovane tako, da dva vertikalna stebra podpirata horizontalni tram, ki je nameščen na njima (glej sliko). Pri takih vislicah obsojenec običajno stopi na loputo, ki jo rabelj s potegom vzvoda odpre. Obsojenec pade skozi odprtino, zanka pa mu pri padcu zadrgne vrat in zlomi tilnik.
Obsojenec je imel zvezane roke da se med visenjem ni mogel rešiti.